# Eixos de l'avió

Els tres eixos principals

S'anomenen eixos de l'avió els tres eixos imaginaris perpendiculars entre si, amb el punt d'intersecció situat sobre el centre de gravetat de l'avió, respecte als quals una aeronau pot pivotar o rotar. Aquests tres eixos són: l'eix transversal (o lateral), el longitudinal i el vertical.

## Eix longitudinal (balanceig)

Moviment de balanceig respecte l'eix longitudinal produït pels alerons.

L'eix longitudinal és un eix imaginari que s'estén des del morro a la cua de l'avió. El moviment que realitza l'avió al voltant d'aquest eix es denomina balanceig. Les superfícies de comandament del balanceig són els alerons.
En girar la palanca de comandament es produeix la deflexió diferencial dels alerons: al mateix temps que l'aleró d'una de les ales puja, l'aleró de l'altra ala baixa, sent l'angle de deflexió proporcional al grau de gir de les banyes de comandament. L'aleró que s'ha flexionat cap avall produeix un augment de sustentació en la seva ala corresponent, provocant l'ascens d'aquesta, mentre que l'aleró que és flexionat cap amunt, produeix en la seva ala una disminució de sustentació, causant el seu descens.
En cas de voler inclinar l'aparell cap a l'esquerra, el pilot ha de girar la palanca de comandament cap a l'esquerra, això fa que l'aleró dret baixi elevant l'ala dreta i, simultàniament, l'aleró esquerre flexioni cap amunt produint una pèrdua de la sustentació en l'ala esquerra i, per tant, el seu descens.

## Eix vertical (guinyada)

El moviment de guinyada és una rotació sobre l'eix vertical intrínsec.

L'eix vertical és un eix imaginari que, passant pel centre de gravetat de l'avió i és perpendicular als eixos transversal i longitudinal. Està contingut en un pla que passa pel morro i la cua de l'aparell i que normalment divideix aquest en dues parts simètriques. El moviment que realitza l'avió al voltant d'aquest eix es denomina guinyada.
La superfície de comandament de la guinyada és el timó de cua o timó de direcció. El control sobre el timó de direcció es realitza mitjançant els pedals. Per aconseguir un moviment de guinyada cap a la dreta, el pilot pressiona el pedal dret, generant així una gir de la superfície del timó de direcció cap a la dreta.
Per aconseguir un moviment de guinyada cap a l'esquerra, el pilot pressiona el pedal esquerre, generant així una deflexió de la superfície del timó de direcció cap a l'esquerra. En oferir més resistència a l'avanç per aquest costat, l'aparell tendeix a retardar la seva part esquerra i avançar la dreta i, en tractar-se d'una estructura rígida, el resultat és un gir a l'esquerre sobre l'eix vertical esmentat.
La guinyada pot ocórrer de forma involuntària en vol o en terra. En vol pot ser causada per una ràfega de vent lateral o per irregularitats aerodinàmiques degudes al pilotatge. En casos extrems es pot arribar a l'autorotació, que origina la barrina. La guinyada en terra pot ser provocada, a més de per les causes esmentades, per diferent resistència a l'avanç entre una i altra roda deguda a la superfície del terreny o una frenada irregular que pot provocar un "cavallet", incident en el que l'aparell pateix una guinyada ràpida de 90 graus o més, amb perill de trencament d'una ala.
Etimològicament, hi ha una accepció nàutica del terme "guinyada", de la qual es deriva l'accepció aeronàutica. L'IEC la defineix com  «Alteració momentània de la derrota quan el timoner no manté el rumb».

## Eix transversal (capcineig)

El moviment de capcineig és una rotació sobre l'eix que passa per les ales.

L'eix transversal és un eix imaginari que s'estén de punta a punta de les ales de l'avió. El moviment que realitza l'avió al voltant d'aquest eix es denomina capcineig. Des de la cabina de vol, el pilot és capaç de modificar l'orientació respecte a aquest eix a través del timó de profunditat. En estirar la palanca de comandament cap enrere (cap al pilot), es produeix una elevació del morro de l'avió, i en empènyer endavant es produeix una baixada del morro de l'avió.